# Sesto Fiorentino
Sesto Fiorentino es una localidad y municipio italiano de la ciudad metropolitana de Florencia, región de la Toscana, con 47.332 habitantes.

Ubicación del municipio de Sesto Fiorentino dentro de la ciudad metropolitana de Florencia.

## Evolución demográfica
| Gráfica de evolución demográfica de Sesto Fiorentino entre 1861 y 2001 |
|                                                                        |
| Fuente ISTAT - Elaboración gráfica por parte de Wikipedia              |

## Personajes ilustres
- Mario Luzi, poeta (1914-2005)